# Andrzej Rojewski (wojskowy)
Andrzej Rojewski (ur. 23 listopada 1868 w Rzadkwinie, zm. po 1934) – rotmistrz Wojska Polskiego, kawaler Orderu Virtuti Militari.

## Życiorys
Urodził się 23 listopada 1868 w Rzadkwinie, w ówczesnym powiecie mogilnickim Prowincji Poznańskiej, w rodzinie Jakuba i Katarzyny z Koźmińskich. Po ukończeniu czterech klasy gimnazjum wstąpił do armii niemieckiej, do 3 pułku grenadierów konnych. W szeregach tego pułku walczył podczas I wojny światowej na froncie wschodnim. W 1916 został przeniesiony do 5 pułku kirasjerów na froncie zachodnim. Awansował na chorążego. 
28 stycznia 1919 wstąpił do 1 pułku ułanów wielkopolskich, późniejszego 15 pułku ułanów poznańskich. Początkowo dowodził połszwadronem, a w czasie wojny z bolszewikami 2. szwadronem.
14 października 1920 został zatwierdzony z dniem 1 kwietnia 1920 w stopniu rotmistrza, w kawalerii, w grupie oficerów byłej armii niemieckiej. W 1924 został zwolniony z wojska, a w grudniu 1930 zwolniony od powszechnego obowiązku wojskowego. Mieszkał w Poznaniu, w pięciopokojowym lokalu przy ul. Grunwaldzkiej 13. Utrzymywał się z emerytury pobieranej z racji służby w armii niemieckiej oraz wynajmu pokoi (w styczniu 1935 miał sześciu sublokatorów).
27 października 1900 w Mogilnie ożenił się z Marią z Wieczorków (ur. 7 stycznia 1878), dzieci nie miał.

## Ordery i odznaczenia
- Krzyż Srebrny Orderu Wojskowego Virtuti Militari nr 3907[10]
- Krzyż Walecznych[11]
- Medal Pamiątkowy za Wojnę 1918–1921[12]
- Medal Dziesięciolecia Odzyskanej Niepodległości[12]
- Krzyż szwedzkiego Orderu Miecza[11]